# Yung Adisz
Yung Adisz, właśc. Adrian Suchocki (ur. 17 sierpnia 2001) – polski raper oraz autor tekstów. Członek oraz współzałożyciel kolektywu WIFI KLAN. Wielokrotny zdobywca złotych i platynowych płyt za swoje single.

## Życiorys
Gdy miał osiem lat wraz z matką wyemigrował do Kopenhagi. W 2021 roku powrócił do Polski i osiedlił się w Warszawie.

## Charakterystyka twórczości
W jego utworach często przewija się tematyka jego zmagań z uzależnieniami od narkotyków m.in. xanaxu, oksykodonu, leanu czy marihuany oraz przestępczości z jaką artysta miał do czynienia w Danii.

## Dyskografia

### Albumy studyjne
| Rok  | Album | Certyfikat | Sprzedaż |
| ---- | --- | ---------- | -------- |
| 2020 | Skreślone Taśmy - Data: 1 stycznia 2020 - Wydawca: nielegal - Format: digital download, streaming                                                       |            |          |
| 2022 | Amnezja - Data: 27 marca 2022 - Wydawca: MyMusic/ Adrian Suchocki - Format: digital download, streaming                                                 |            |          |
| 2023 | Kopenhaga - Data: 3 marca 2023 - Wydawca: Adrian Suchocki - Format: CD, digital download, streaming                                                     |            |          |
| 2024 | Def Jam World Tour: BUCHAREST (we współpracy z Waima, Rusina) - Data: 30 maja 2024 - Wydawca: Def Jam Records - Format: CD, digital download, streaming |            |          |

EP
| Rok  | Album |
| ---- | --- |
| 2021 | Nosebleed Soulja EP - Data: 4 stycznia 2021 - Wydawca: MyMusic - Format: CD, digital download, streaming                   |
| 2021 | Niewolnik Zła - Data: 4 stycznia 2021 - Wydawca: MyMusic - Format: CD, digital download, streaming                         |
| 2023 | ENEMY GRIND (we współpracy z Young Kai) - Data: 25 sierpnia 2025 - Wydawca: nielegal - Format: digital download, streaming |

### Wydane single
| Rok  | Tytuł | Certyfikat              | Album                         |
| ---- | --- | ----------------------- | ----------------------------- |
| 2018 | „Jebnij Skurwysyna” |                         | Singel niealbumowy            |
| 2018 | „Witam w Podziemiach”                                                                                                   |                         | Skreślone Taśmy               |
| 2019 | „Tohus-Uzi” |                         | Singel niealbumowy            |
| 2019 | „Dungeon Freestyle” (gość. Aleshen)                                                                                     |                         | Singel niealbumowy            |
| 2020 | „Szmato Giń” |                         | Singel niealbumowy            |
| 2020 | „Mortal Kombat” (gość. Dziadzia, Szamz)                                                                                 |                         | Singel niealbumowy            |
| 2020 | „Lunatyk” |                         | Singel niealbumowy            |
| 2020 | „Klony” (gość. Kosior)                                                                                                  |                         | Singel niealbumowy            |
| 2020 | „Booking” |                         | Singel niealbumowy            |
| 2020 | „dno” | - ZPAV: złota płyta     | Singel niealbumowy            |
| 2020 | „Chory” |                         | Skreślone Taśmy               |
| 2020 | „Nowa Kasa Smutny Flex”                                                                                                 |                         | Singel niealbumowy            |
| 2021 | „Jeden Wielki Syf” | - ZPAV: złota płyta     | Singel niealbumowy            |
| 2021 | „Nie Mam Czasu” (gość. Młody Yerba)                                                                                     |                         | Singel niealbumowy            |
| 2021 | „Chodzący Temat” |                         | Singel niealbumowy            |
| 2021 | „BIGGG LEMON” (gość. Kito, Dinero Di)                                                                                   |                         | Singel niealbumowy            |
| 2021 | „Chemik” |                         | Singel niealbumowy            |
| 2021 | „Noc Oczyszczenia” (gość. Vkie, lil wnyk)                                                                               |                         | Singel niealbumowy            |
| 2021 | „W Kontakcie” |                         | Singel niealbumowy            |
| 2021 | „Nie Wybrałem Tego Losu”                                                                                                |                         | Amnezja                       |
| 2022 | „Manekin” (gość. Buffel, Gucci Mnich)                                                                                   |                         | Amnezja                       |
| 2022 | „Obsesja” |                         | Amnezja                       |
| 2022 | „OSZUKAJ PRZEZNACZENIE” (gość. Gottastral)                                                                              | - ZPAV: platynowa płyta | Amnezja                       |
| 2022 | „Nie Potrzebuje Znaku”                                                                                                  |                         | Singel niealbumowy            |
| 2022 | „Uważaj Na Większych Ziomów”                                                                                            |                         | Amnezja                       |
| 2022 | „Punkt Bez Powrotu” (gość. Gottastral)                                                                                  |                         | Kopenhaga                     |
| 2022 | „ALE PRZYPS” |                         | Kopenhaga                     |
| 2022 | „Cukierki” |                         | Kopenhaga                     |
| 2022 | „TABLETKA PRZED ROBOTĄ” (gość. Biegan)                                                                                  |                         | Kopenhaga                     |
| 2022 | „Money Talk” (gość. Tosiek)                                                                                             |                         | Kopenhaga                     |
| 2023 | „Top Boy” (gość. Asster)                                                                                                |                         | Kopenhaga                     |
| 2023 | „Members Only Cypher” (we współpracy z Rusiną oraz Assterem, gość. Kosior, Bary, Learnhowtohustle, Lister & DummyBeatz) |                         | Singel niealbumowy            |
| 2023 | „WWA NA KXKSIE” (we współpracy z schafterem oraz Gottastral, gość. Tosiek)                                              | - ZPAV: platynowa płyta |                               |
| 2023 | „WWA NA KXKSIE - Remix” (we współpracy z schafterem oraz Bizzlie, gość. Gottastral)                                     |                         |                               |
| 2023 | „Jeszcze Znajdziemy Boga” (gość. Bizzlie)                                                                               |                         | Zimny Oddech Śmierci          |
| 2023 | „Zarzygany Gubię Duszę W Metrze”                                                                                        |                         | Zimny Oddech Śmierci          |
| 2023 | „Ile Razy” |                         | Zimny Oddech śmierci          |
| 2024 | „Byłem w Psychiatryku” (gośc. Ozzy Baby, Okekel)                                                                        |                         | Zimny Oddech Śmierci          |
| 2024 | „Obudziłem się w Bukaresztcie” (Def Jam World Tour) (we współpracy z Waimą)                                             |                         | Def Jam World Tour: BUCHAREST |
| 2024 | „Zapłakane matki” (Def Jam World Tour) (we współpracy z Rusiną)                                                         |                         | Def Jam World Tour: BUCHAREST |
| 2024 | „Bon Voyage” |                         | Zimny Oddech Śmierci          |
| 2024 | „Bagniak” |                         | Zimny Oddech Śmierci          |
| 2024 | „Hellcaty” |                         | Zimny Oddech Śmierci          |

### Występy gościnne
| Rok  | Tytuł                                                | Certyfikat        | Album              |
| ---- | ---------------------------------------------------- | ----------------- | ------------------ |
| 2019 | „1000 papierosów” (Gottastral, gość. Yung Adisz)     |                   | Singel niealbumowy |
| 2020 | „Za Mało” (Nath, gość. Yung Adisz)                   |                   | Singel niealbumowy |
| 2021 | „Ostatnia Stacja” (Pikers, gość. Yung Adisz)         |                   | Singel niealbumowy |
| 2021 | „Kosmos” (Sandra Czuraj, gość. Yung Adisz)           |                   | Singel niealbumowy |
| 2021 | „Mula” (Ozzy Baby, gość. Yung Adisz)                 |                   | Purple Sav         |
| 2021 | „WE READY” (White Widow, gość. Yung Adisz)           |                   | WEBIDEMIC          |
| 2022 | „Fly” (Vkie, gość Macias, Yung Adisz                 | ZPAV: złota płyta | Brak Kontroli (EP) |
| 2022 | „Baddie” (Biegan, gośc. Yung Adisz)                  |                   |                    |
| 2022 | „Crash Test” (KU88ON, gośc.Gottastral, Yung Adisz)   |                   | Anti               |
| 2024 | „Anthem” (Gottastral, gość. Yung Adisz, Gucci Mnich) |                   |                    |